# Traffico (telecomunicazioni)
In telecomunicazioni il termine traffico indica la quantità di dati immessa in ingresso in una rete di telecomunicazioni o un apparato di rete (traffico offerto) per essere poi trasmessa, o la quantità di dati in uscita trasportati dalla rete o in uscita da un apparato di rete (traffico smaltito), mentre la differenza tra i due tipi di traffico, ovvero il traffico che la rete non riesce a smaltire e che viene dunque rifiutato o non consegnato, è detta traffico perso.
Base della teoria è la presenza di un tipico Sistema di Servizio caratterizzato da un numero S di serventi, da un input di richieste di servizio al sistema e da un output di richieste servite. L'eventuale presenza anche di un sistema a coda (con buffer) rende la Teoria del Traffico intimamente connessa con la teoria delle code.

## Tipologia di traffico
Il traffico di una rete di telecomunicazioni può essere generato da due tipi di sorgenti di informazione:
- CBR (Constant Bit Rate), le sorgenti emettono a bit-rate costante come nel caso della fonia (in virtù della digitalizzazione PCM del segnale);
- VBR (Variable Bit Rate), le sorgenti emettono a velocità variabile nel tempo caratterizzabile da un ritmo di picco ed un ritmo medio di emissione (es. dati audio-video e traffico Internet): a questo tipo di traffico corrisponde una banda estremamente variabile nel tempo, in generale detta larga banda.

Ciascuno dei precedenti tipi di sorgenti può essere real-time o non real-time.
Le moderne reti di telecomunicazioni integrate nei servizi (fonia e dati) devono saper trattare entrambi i tipi di traffico eventualmente attribuendo priorità all'uno o all'altro garantendo il rispetto delle specifiche di qualità di servizio (QoS) richieste.

### Traffico in reti a commutazione di pacchetto
Nelle reti a commutazione di pacchetto, il traffico può essere misurato in pacchetti al secondo o in bit al secondo. In generale, le due unità di misura non sono equivalenti, in quanto non tutti i pacchetti hanno la stessa dimensione, e la rete deve compiere operazioni ed impegnare risorse in base sia al numero di pacchetti che al numero di bit trasmessi.
Ad esempio, ogni dispositivo di livello di collegamento o superiore dovrà compiere delle operazioni per ciascun pacchetto inoltrato, indipendentemente dalla sua dimensione (controllo, instradamento, accodamento, trasmissione, arbitraggio del canale di uscita).
Inoltre, ciascun pacchetto generato dal livello applicativo dovrà essere incapsulato aggiungendo informazioni in testa o in coda al pacchetto (header) per ciascun livello attraversato, aumentando così la dimensione in byte di ciascun pacchetto. La trasmissione del pacchetto e di tutti i suoi header su una linea di comunicazione richiederà invece un tempo di trasmissione proporzionale alla dimensione del pacchetto.
Quindi, un flusso di 1 Mbit/s costituito da pacchetti di 1 kbit corrisponde 10 pacchetti/s; se i pacchetti hanno invece una dimensione di 100 bit, la rete dovrà smaltire 100 pacchetti/s, con un impegno maggiore delle sue risorse.

### Traffico in reti a commutazione di circuito
Nelle reti a commutazione di circuito, come la rete telefonica, il traffico o intensità di traffico è invece misurato in erlang.

## Formalizzazione
Il traffico offerto {\displaystyle A_{o}(t)} è definito come il Numero di Richieste di Servizio che arrivano al sistema servente in funzione del  tempo. Il processo relativo è detto Processo di Interarrivo.  Se ci sono più sorgenti, il traffico totale offerto è la somma del traffico offerto da ogni sorgente.
Il traffico smaltito {\displaystyle A_{s}(t)} è definito come il numero di richieste di servizio che il sistema riesce a smaltire. Il processo relativo è detto processo di Servizio.
Il traffico perso {\displaystyle A_{p}(t)} è definito come il numero di richieste di servizio che non sono ammesse nel sistema.
Queste grandezze sono modellizzabili tramite processi aleatori in quanto il traffico in ingresso non è noto deterministicamente a priori. Distribuzioni di probabilità tipiche di questi processi sono la distribuzione di Poisson e la distribuzione Binomiale.
Se i processi sono stazionari, si definisce intensità media di traffico (o semplicemente traffico) il valore atteso del processo. Il traffico è misurato in erlang.
Il traffico offerto può essere espresso anche come il prodotto della frequenza media delle richieste di servizio (frequenza di interarrivo) per la durata media del tempo di servizio richiesto, e {\displaystyle A_{s}} come il prodotto della frequenza media di richieste accolte (frequenza di ingresso o attraversamento) per il valor medio del tempo di servizio (Legge di Little).
Il rapporto {\displaystyle C} tra traffico offerto {\displaystyle A_{o}} e numero di serventi disponibili {\displaystyle M} fornisce una misura di quanto è 'carico' il sistema: se {\displaystyle C} è molto minore di uno il sistema è poco carico, se {\displaystyle C} è prossimo ad uno il sistema è quasi carico, se {\displaystyle C} è maggiore di uno il sistema opera con perdita.
Il rapporto (sempre < 1) p tra traffico smaltito As e numero di serventi attivi S misura invece l'utilizzazione dei serventi stessi  cioè la percentuale media di tempo in cui ogni servente è attivo.

### Formalizzazione matriciale
Una rete di telecomunicazioni possiede in generale molti punti di ingresso e di uscita per il traffico. Per esprimere il traffico offerto o smaltito è possibile usare una rappresentazione matriciale tramite una matrice di traffico, con una riga per ogni punto di ingresso ed una colonna per ogni punto di uscita del traffico, in cui l'elemento {\displaystyle a_{i,j}} rappresenta il traffico in ingresso dal nodo {\displaystyle i} e destinato al nodo {\displaystyle j}.

## Traffico, probabilità di blocco e congestione
In una rete di telecomunicazioni a commutazione di circuito, tipiche della fonia, il traffico offerto influenza fortemente il parametro prestazionale noto come probabilità di blocco Pb: questa è infatti funzione diretta del traffico offerto Ao e funzione inversa delle risorse di rete disponibili ovvero del numero di canali di comunicazione che di fatto è sempre limitato. Se il traffico offerto aumenta oltre un certo limite o livello prefissato dai pianificatori di rete (o la qualità decade al di sotto di un certo limite) e non può essere dunque servito dalle risorse di rete (i canali disponibili), la rete va in 'blocco' ovvero rifiuta le ulteriori richieste di servizio da parte di nuovi utenti fino al ripristino di condizioni sottosoglia di normalità. Il grafico di riferimento del traffico in funzione del tempo è quello di una retta con saturazione finale al raggiungimento della soglia di traffico limite. Il Traffico scartato è pari al prodotto tra traffico offerto Ao e la probabilità di blocco Pb, mentre il traffico smaltito As è pari al prodotto tra Ao e il complemento ad uno della probabilità di blocco. L'esempio tipico è quello del rifiuto di chiamata telefonica con segnale di occupato all'atto iniziale della segnalazione alzando la cornetta dalla base del telefono.
Nel caso invece di reti a commutazione di pacchetto, tipiche del trasporto dati, all'aumentare del numero di utenti connessi e del traffico relativo la rete non va in blocco, ma in virtù della multiplazione statistica suddivide l'intera banda disponibile tra tutti gli utenti col risultato che la velocità di trasferimento offerta a ciascun utente si abbassa con un incremento approssimativamente esponenziale dei tempi di accodamento dei pacchetti nei buffer di coda dei router (modello MM1). L'ulteriore controllo della congestione, reattivo o preventivo, evita che la rete vada in congestione facendo perdere pacchetti per overflow dei buffer stessi.

## Uso nel dimensionamento
Il concetto di traffico, così come quello di sistema a coda, è utilizzato per il dimensionamento dei vari apparati di rete nelle reti di telecomunicazioni. In particolare, nelle reti a commutazione circuito, fissata la specifica sulla qualità di servizio (QoS) da offrire ovvero la probabilità di perdita o probabilità di blocco e noto il valore di un certo traffico medio da smaltire in ingresso, utilizzando la relazione erlang B si ottiene il numero di canali necessari da multiplare in uscita per ottenere le prestazioni desiderate.